# Kemaliye, Alaşehir
Kemaliye là một thị trấn thuộc huyện Alaşehir, tỉnh Manisa, Thổ Nhĩ Kỳ. Dân số thời điểm năm 2011 là 1.661 người.